# Бої за Васильків (2022)
Бої за Васильків під час вторгнення російських окупантів розпочалися зранку 24 лютого 2022 року (повітряні) та загострилися в ніч на 26 лютого 2022 року після початку наземної і повітряно-десантної операції збройних сил РФ зі спробою захоплення військового аеродрому та знищення інших об'єктів.

## Перебіг подій

### Лютий
24 лютого перші ракетні обстріли. Атаковано військовий аеродром. Два потужні вибухи, оціночно атаковано ракетами «Іскандер», а також більше десятка вибухів меншої потужності. Унаслідок ударів уражений військовий аеродром, об'єкти ППО, інфраструктура міста та околиць, перебито водопровід.
26 лютого о 0:30, за повідомленням командування Повітряних сил ЗСУ, український винищувач Су-27 ліквідував російський військово-транспортний десантний літак Іл-76.
Згідно зі стандартними характеристиками, такі літаки з екіпажем у 6—7 осіб можуть перевозити до 167 військових (до 126 — для повітряного десантування) та/або військову техніку.
(Другий літак Іл-76МД збитий на підльоті з напрямку сусіднього міста Біла Церква; Проте частина російського десанту вціліла, висадилася навколо Василькова та за підтримки наземних диверсійних груп розпочала бойові дії)
Порушуючи закони ведення війни, диверсанти захопили українські поліційні автомобілі та форму і під виглядом патрульних Нацполіції наблизилися до контрольно-пропускних пунктів об'єднаного навчального центру ПС ЗСУ та 40-ї бригади тактичної авіації, де спробували захопити військові об'єкти. Розпочалися інтенсивні бої на вулиці Декабристів (від 2024 - проспект Київський Шлях), яка йде від центра міста до виїзду в напрямку Києва і на який розташовані будівлі навчального центру та авіаційної бригади, військовий аеродром. На підтримку наземній операції російські збройні сили здійснили ракетний обстріл військових частин, позиції сил ППО та аеродрому.
Першу атаку відбили зведені та штатні підрозділи представників військового навчального центру, цивільного авіаційного коледжу, штабу повітряного командування «Центр», військової служби правопорядку, 40-ї бригади, територіальної оборони, добровольчих груп самооборони. На допомогу місцевим Силам оборони вчасно прийшли зі столиці підрозділи на бойових машинах і важка бронетехніка — місто відстояли після боїв, із втратами пораненими і загиблими.
У місті після обстрілів зруйновані та пошкоджені житлові будинки, навчальні заклади, дитячий будинок, дороги, інфраструктура.
27 лютого, після невдалих попередніх спроб захопити плацдарм у місті, росіяни почали висаджувати десантні підрозділи в навколишніх селах. З вертольотів десантувалися у Крушинці та Плесецькому, де Сили оборони знищували нападників. У ніч проти 27 лютого російські агресори завдали першого потужного ракетного удару по нафтобазі у Василькові.
28 лютого у відповідь на повідомлення мера столиці про заблокування виїздів[ким?], представник МО РФ заявив, що жителі Києва можуть «безперешкодно залишити місто» по трасі Київ — Васильків, адже «даний напрямок відкритий і безпечний». Увечері внаслідок ракетного обстрілу Василькова (разом із Білою Церквою та селищем Калинівкою) зруйнований 5-поверховий будинок на вул. Декабристів, 42, значних пошкоджень зазнали сусідні багатоквартирні будинки. Загинуло двоє людей, троє госпіталізовано.

### Березень
У ніч на 1 березня в районі Василькова зберігалась напружена ситуація[що це?].
2 березня, за попередніми даними, у територіальну оборону Київської області записалися диверсанти, які прибули до підрозділу міста Василькова, де розстріляли 14 добровольців та працівників Нацполіції. Зокрема, запеклий бій вранці 2 березня відбувся у школі № 3 в середмісті, в підвалі якої у бомбосховищі перебували жінки та діти. Школу, яку охороняли добровольці з Рівненщини, атакувала диверсійна група[джерело?]. Заблоковані в будівлі диверсанти згодом ліквідовані за допомогою спецпідрозділу СБУ[джерело?].
|  | У бою за школу у м. Васильків загинув боєць тероборони і графік Сергій Пущенко, колишній мешканець Харкова та Дніпра, який на той час мешкав у Рівному, також разом з ним були вбиті ще два добровольці з Рівненщини: активіст ГО «Оборона Великої України» Степан Ковалюк, 1985 року народження, та Гранітний Ярослав Сергійович, 1979 року народження, колишній заступник голови Рівненського осередку «Правого сектору» в 2013—2014 роках, очільник та засновник у 2014 р. незалежних громадських організацій «Бойовий молот» та «Рівненська обласна Українська націоналістична самооборона (УНСО)», а також благодійної організації «Добровільна допомога Рівне». Вони всі троє входили до складу Рівненської добровольчої групи, делегованої до Василькова; поховані на алеї героїв на кладовищі Молодіжного мікрорайону м. Рівне. |

12 березня росіяни випустили вісім ракет по Василькову, після чого сталося чергове загоряння на нафтобазі в селі Крячки. За повідомленнями місцевої влади, військовий аеродром було повністю знищено; кілька годин вибухали боєприпаси в ураженому складі ракетного й артилерійського озброєння. Одночасно ворог ще близько місяця не полишав спроби диверсійними групами захопити окремі об'єкти.

### Квітень
3 квітня завдано ракетного удару по будівлях штабу Повітряного командування «Центр», навчального центру і коледжу НАУ. Постраждали цивільні особи, які проводили розбір попередніх руйнувань. Частину ракет удалося збити. За повідомленням російського міністерства оборони, «ударом по військовому аеродрому Васильків у Київської області виведений з ладу Центр оповіщення та управління авіацією і протиповітряною обороною повітряних сил України».
18 квітня, голова Київської ОДА Олександр Павлюк повідомив, що по інфраструктурі Васильківської територіальної громади вранці завдано ракетного удару — «інформація уточнюється»; мер Василькова Наталія Баласинович у ранковому відеозверненні вказала, що «завдяки нашим ППО все добре». За повідомленням російського міністерства оборони, «у районі населеного пункту Васильків Київської області знищений великий склад боєприпасів».

## Втрати в боях за Васильків

### 24 лютого
- полковник В'ячеслав Єрко — льотчик 40 БрТА
- полковник Володимир Коханський — льотчик 114 БрТА
- старший лейтенант Роман Пасулька — льотчик 40 БрТА
- капітан В'ячеслав Радіонов (льотчик 40 БрТА)

### 26 лютого
- солдат Анатолій Гнідий (18 липня 1992 — 26/27 лютого 2022) — 128 ОГШБр
- солдат Микола Жданянчин (3 червня 1973 — 26/27 лютого 2022) — 128 ОГШБр
- солдат Карп'юк Владислав Олександрович (18 лютого 1999 — 26 лютого 2022) — 128 ОГШБр[30]
- лейтенант Віталій Кучерук (17 березня 1999 — 26 лютого 2022) — 128 ОГШБр
- старший солдат Василь Марчук (14 січня 1997 — 26 лютого 2022) — 128 ОГШБр
- солдат Павло Нікітчук (17 червня 1995 — 26 лютого 2022) — 128 ОГШБр
- старший сержант Телетьон Василь Васильович (12 квітня 1971 — 26 лютого 2022) — 128 ОГШБр[30]
- старший солдат Черначук Петро Олександрович (4 вересня 1975 — 26 лютого 2022) — 128 ОГШБр[30]

### 27 лютого
- солдат / старший солдат Олександр Прокопенко (9 січня 2001 — 27 лютого 2022) — 38 ОНЦ

### 1 березня
- майор Сергій Олексієнко (4 жовтня 1987 — 1 березня 2022) — 38 ОНЦ

- солдат Дмитро Пільчевський (11 січня 1981 — 1 березня 2022)
- Войтовський Максим Олегович (7 травня 1995 — 1 березня 2022)
- Кирилюк Микола Миколайович (21 травня 1982 — 1 березня 2022)
- Бондар Юрій Володимирович (9 травня 1976 — 1 березня 2022)
- Максимець Ярослав Вікторович (5 жовтня 1972 — 1 березня 2022)
- Денисенко Олександр Михайлович (13 жовтня 1993 — 1 березня 2022)

### 2 березня
- Гранітний Ярослав Сергійович (30 березня 1979 — 2 березня 2022)
- Пущенко Сергій Миколайович (28 червня 1960 — 2 березня 2022)
- Ковалюк Степан Анатолійович (8 січня 1985 — 2 березня 2022)